# Raphaël Cacérès
Raphaël Cacérès (Carpentras, 1º settembre 1987) è un ex calciatore francese, di ruolo attaccante.

## Carriera
Ha giocato nella massima serie dei campionati francese e belga.